# Lucas Nilsson
Lucas Nilsson, född den 16 juli 1973, är en före detta svensk fotbollsspelare som bland annat representerat Djurgårdens IF och Kalmar FF.
Nilsson spelade i Djurgården från mitten av 1990-talet till och med säsongen 2000. Därefter blev det ett fåtal säsonger i Kalmar FF.

## Seriematcher och mål
- 2003 (2): 19 (varav 3 från start) / 3
- 2002 (1): 6 / 0
- 2001 (2): 26 / 9 (Kalmar)
- 2000 (2): 19 / 6 (DIF) källa
- 1999 (1): 24 / 4 (DIF) källa
- 1998 (2): 22 / 11 (DIF) källa
- 1997 (2): uppgifter saknas (DIF)
- 1996 (1): 1 / 0 (DIF) källa
- 1995: (4) ??/16 Gnesta FF

1: Allsvenskan. 2: Superettan/Division 1. 4: Dåvarande division 3.

## Klubbar
Färjestadens GOIF (2014-
- Kalmar FF (2001-2003)
- Djurgårdens IF (1996-2000)
- Gnesta FF (-1995)
- Björnlunda IF (moderklubb)